# Honra (circunscrição)

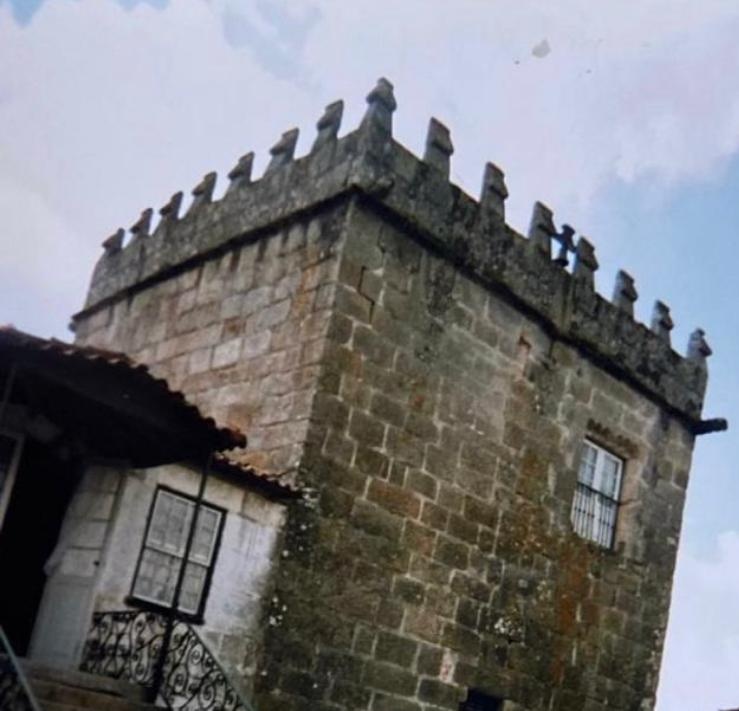
A torre da honra de Barbosa, fundada no século XII por D. Mem Moniz de Ribadouro, um exemplo de senhorio medieval que assumiu a forma de honra

Honra era, na divisão administrativa portuguesa anterior a 1834, uma terra, ou circunscrição administrativa, cuja jurisdição e rendimento pertencia a um Senhor ou Fidalgo.
Juntamente com os coutos, as honras são manifestações do senhorialismo medieval que existiu no Reino de Portugal. Eram formas de propriedade que podiam pertencer tanto a senhores laicos (as honras) quanto a senhores eclesiásticos (os coutos, que na origem podiam pertencer tanto a uns como a outros, mas depois da Idade Média passaram na maioria dos casos a ficar nas mãos da Igreja).
Honras e coutos - compostos por uma ou mais freguesias, ou partes de freguesia - tinham em comum a característica da imunidade, que se desdobrava na isenção de encargos fiscais perante a Coroa, no direito de administração de justiça pelos respectivos senhores e no direito de impedir a entrada de oficiais régios.
O que diferenciava a honra dos coutos era a qualidade de senhorio de geração espontânea que caracterizava a honra. Enquanto os coutos eram normalmente criados pela "carta de couto", a qual - como expressão da autoridade real - delimitava expressamente o território coutado e especificava o âmbito dos poderes que os senhores podiam exercer, as honras não tinham na origem um ato régio, não sendo por isso dádivas do poder real mas sim imposições do poder senhorial. A sua constituição original esteve ligada ao movimento da chamada "Reconquista", durante o qual várias famílias da nobreza conseguiram impor uma influência política e territorial independente de concessões régias. Esta ligação à Reconquista explica aliás a ausência de honras no sul de Portugal, concentrando-se estas sobretudo no norte, onde muitos séculos depois, já em plena Idade Moderna, nos finais do século XVII, províncias como Entre Douro e Minho tinham ainda um total de 21 honras.
As honras tinham assim a sua legitimação original na força e prestígio de uma classe social - a nobreza guerreira medieval - e a intervenção da coroa face a elas só surge num período posterior, reconhecendo situações preexistentes e procurando de seguida controlá-las, nomeadamente através das Inquirições. No reinado de D. Dinis, as Inquirições distinguiram entre as honras "velhas", que foram reconhecidas, e as honras "novas", que por serem de recente formação foram consideradas abusivas e ilegítimas. A coroa reconheceu assim direitos adquiridos, ao mesmo tempo que procurava limitar a expansão dos poderes e influência dos senhores.
As honras continuaram a existir em Portugal na Idade Moderna e Contemporânea (foram extintas, juntamente com os demais senhorios, em 1834), estando então já sujeitas ao regime geral dos senhorios (ou seja, às disposições da Lei Mental), designadamente no que toca ao processo de confirmações reais - quer por sucessão, quer por confirmação "de rei a rei" - com o fim de fazer os donatários reconhecerem a autoridade real.

## Bibiliografia
- As Vésperas do Leviathan: Instituições e Poder Político - Portugal - Séc. XVII, por António Manuel Hespanha, Livraria Almedina, Coimbra, 1994, ISBN 9789724007823
- História de Portugal. por Rui Ramos, Bernardo Vasconcelos e Sousa e Nuno Gonçalo Monteiro (capítulos II, III e IV), A Esfera dos Livros, Lisboa (2009)